# Gampsorhynchus rufulus
Timali-de-cabeça-branca ou tordina-de-cabeça-branca (Gampsorhynchus rufulus) é uma espécie de ave da família Pellorneidae.
Pode ser encontrada nos seguintes países: Bangladesh, Butão, China, Índia, Laos, Malásia, Myanmar, Nepal, Tailândia e Vietname.
Os seus habitats naturais são: florestas subtropicais ou tropicais húmidas de baixa altitude e regiões subtropicais ou tropicais húmidas de alta altitude.